# ۵۸۰ (پیش از میلاد)
۵۸۰ (پیش از میلاد) ۵۸۰مین سال قبل از تقویم میلادی است.